# میگامانا پالگاما
میگامانا پالگاما (به لاتین: Migammana Pallegama) یک منطقهٔ مسکونی در سری‌لانکا است که در استان مرکزی (سری‌لانکا) واقع شده‌است.